# 俄罗斯与联合国
蘇聯於1945年共同創立了聯合國，在1991年苏联解体後，俄羅斯聯邦繼承了蘇聯的席位，包括成為聯合國安理會常任理事國，這一繼承得到了蘇聯前成員國的支持，並且未被聯合國會員國反對； 俄羅斯約佔蘇聯經濟的一半，佔其人口和土地的大部分； 此外，蘇聯的歷史始於俄羅斯。 如果要在前蘇聯加盟共和國中繼任蘇聯在安理會的席位，這些因素讓俄羅斯似乎是一個合乎邏輯的選擇。 儘管如此，由於《聯合國憲章》的措辭相當不靈活，並且沒有關於繼承的規定，繼承的技術合法性一直受到一些國際律師的質疑。

## 歷史
1945年通過的《聯合國憲章》第五章第23條規定：“安全理事會以聯合國十五會員國組織之。中華民國、法蘭西、蘇維埃社會主義共和國聯邦、大不列顛及北愛爾蘭聯合王國及美利堅合眾國應為安全理事會常任理事國。”
蘇聯於1991年底解體。1991年12月21日，獨聯體12個成員國中的11個簽署了一項聲明，同意“獨聯體成員國支持俄羅斯接管蘇聯在聯合國的成員資格，包括常任理事國在安理會”。在蘇聯總統米哈伊爾·戈爾巴喬夫辭職的前一天，沃龍佐夫大使向聯合國秘書長哈維爾·佩雷斯·德奎利亞爾轉交了俄羅斯聯邦總統鮑里斯·葉利欽的一封信，其中指出：
俄羅斯聯邦（RSFSR）在獨聯體國家的支持下，繼續保留蘇維埃社會主義共和國聯盟在聯合國，包括安全理事會和聯合國系統所有其他機關和組織的成員資格 獨立國家。 在這方面，我要求在聯合國使用“俄羅斯聯邦”這個名稱來代替“蘇維埃社會主義共和國聯盟”這個名稱。俄羅斯聯邦對《聯合國憲章》規定的蘇聯的所有權利和義務負全部責任，包括財政義務。我請求您將此信視為對目前持有蘇聯駐聯合國代表全權證書的所有人員在聯合國機構中代表俄羅斯聯邦的全權證書的確認。
秘書長將該請求分發給聯合國會員國，沒有人反對，俄羅斯聯邦取代了蘇聯的位置，鮑里斯·葉利欽在1992年1月31日的安理會會議宣佈上親自取代了蘇聯的席位。

## 正当性
國際律師耶胡達·茲維·布魯姆對繼承的合法性提出質疑，他認為“隨著蘇聯本身的解體，其在聯合國的成員資格本應自動失效，俄羅斯應以與蘇聯相同的方式被接納為會員國。其他新獨立的共和國（白俄羅斯和烏克蘭除外）。”取消蘇聯（以及隨後的俄羅斯）在聯合國安理會的成員資格會給聯合國造成憲法危機，這可能是聯合國秘書長及其成員不反對的原因。如果除俄羅斯以外的所有其他國家都脫離蘇聯，允許蘇聯作為法人實體繼續存在，這種情況本可以避免。
僅僅改變名稱，從蘇聯到俄羅斯聯邦，並不會阻止俄羅斯繼承蘇聯。扎伊爾更名為剛果民主共和國，並保留其聯合國席位。蘇聯政府體制的改變同樣不會阻止繼承；埃及和許多其他國家在不損害其在國際組織中的地位的情況下實現了從君主制向共和國的過渡。然而，布魯姆認為，這些情況之間的一個關鍵區別是蘇聯作為一個法律實體被終止了。支持將席位移交給俄羅斯的11個前成員國也宣布“隨著獨立國家聯合體的成立，蘇維埃社會主義共和國聯盟不復存在”。對國家繼承的定義不明確的規則使法律狀況變得模糊不清。
賴因穆勒森教授得出結論認為繼承是合法的，並指出了三個原因：“首先，在解體後，俄羅斯在地理和人口上仍然是世界上最大的國家之一。其次，1917年之後的蘇維埃俄國和尤其是1922年以後的蘇聯被視為延續了俄羅斯帝國統治下的國家，這些都是客觀因素表明俄羅斯是蘇聯的延續。形成主觀因素的第三個原因是國家的行為和第三國承認連續性。”
《關於國家在條約方面的繼承的維也納公約》不是繼承的一個因素，因為它直到1996年才生效。

## 對聯合國的影響
這一過渡引發了關於1945年由五個常任理事國主導的安全理事會體係與當前世界局勢的相關性的辯論增加。在國外的俄羅斯人指出，俄羅斯“只有前蘇聯經濟規模的一半”；因此，這一過渡標誌著行使這一常任席位的實體發生了重大變化。穆罕默德·席德-艾哈邁德指出，“在安理會享有否決權的五個大國之一發生了根本性的身份變化。當蘇聯成為俄羅斯時，它的地位從共產主義陣營的頭頭超級大國轉變為一個渴望成為資本主義世界一部分的社會。俄羅斯在安理會的常任理事國地位不再是理所當然的。長期以來主導國際舞台的全球意識形態鬥爭已不復存在，新的現實必須是轉化為一組不同的全球機構。”
蘇聯解體後的幾年裡，安理會改革提案的數量急劇增加。 2005年，科菲·安南的報告《大自由》提出了盡快增加更多常任席位的最終安排。廢除否決權的運動也獲得了支持，儘管在不久的將來不太可能通過，因為這需要得到五個常任理事國的同意。
全球政策論壇存檔了常任五國的幾份聲明，就為何應維持當前製度提出了論據。例如，俄羅斯表示否決權對於“平衡和可持續的決定”是必要的，儘管如此，正如其他常任理事國所做的那樣，俄羅斯在與其直接參與的衝突有關的問題上使用了否決權。這直接違反了《聯合國憲章》第27條和第52條，破壞了第1條規定的宗旨，以及第24條和第25條規定的安理會宗旨，從而使整個聯合國系統癱瘓，例如，在2022年2月25日，俄羅斯聯邦否決了聯合國安全理事會第2022/155號草案，該決議草案既譴責入侵，又重新闡明烏克蘭的主權，同時俄羅斯還是安理會主席，這破壞了理事會在這種情況下的能力。

## 蘇格蘭和愛爾蘭獨立的先例
伦敦國王學院的安德鲁·麦克劳德教授認為，俄羅斯的例子可能是英國假設獨立發展的先例。 他認為，如果蘇格蘭、北愛爾蘭或兩者都選擇離開該國，這將解散聯合法案和定居法案，因此大不列顛及北愛爾蘭聯合王國將不復存在。 那麼問題將是恢復的英格蘭王國如何聲稱是聯合國和安理會成員的持續國家。
然而，這種觀點可能與議會通過的具體立法不一致，並且沒有考慮到1706年《聯合條約》自那時以來已被很好地納入英國法律體系，因此蘇格蘭獨立的事實不會帶來條約的廢除和聯合王國的終止，而只會縮小其規模——就像1922年愛爾蘭獨立時發生的那樣。

## 被聯合國撤銷席位或除名的可能性
俄羅斯於2022年2月24日入侵烏克蘭後，烏克蘭駐聯合國大使謝爾蓋·基斯利齊亞和美國國會部分議員呼籲暫停或將俄羅斯驅逐出聯合國及其機構並取消其否決權，這違反了憲章第6條，此舉將需要修改《聯合國憲章》第23條，以取消俄羅斯作為安理會常任理事國的成員資格（假設俄羅斯是蘇聯的有效繼承者），這種舉動的合法性一直存在爭議。

## 外部鏈接
- 俄羅斯聯邦常駐聯合國代表團官方網站 （页面存档备份，存于）

- （英文和俄文）俄羅斯聯邦常駐聯合國代表團